# Whitefish River (Großer Bärensee)
Der Whitefish River ist ein Zufluss des Großen Bärensees in den Nordwest-Territorien Kanadas.
Der Whitefish River entspringt 25 km nordnordöstlich von Déline in einem Höhenzug südwestlich des Großen Bärensees auf einer Höhe von ungefähr 480 m. Er fließt anfangs in nördlicher Richtung, wendet sich später nach Westen, bevor sich der Fluss im Unterlauf nach Nordnordwest wendet und in die Bydand Bay im äußersten Südwesten des Smith Arms mündet. Der Whitefish River weist zahlreiche enge Mäander auf. Er hat eine Länge von etwa 130 km. Das Einzugsgebiet umfasst über 4740 km². Am Unterlauf existiert ein Abflusspegel, der einen mittleren Abfluss von 14 m³/s liefert.